# Convenció sobre Armes Biològiques
| Signat i ratificat Adherit Estat no reconegut que compleix el tractat | Només signat No signat |

Participació en la Convenció sobre Armes Biològiques
Signat i ratificat
Adherit
Estat no reconegut que compleix el tractat
Només signat
No signat

La Convenció sobre la prohibició del desenvolupament, la producció i l'emmagatzematge d'armes bacteriològiques (Biològiques) i de tòxines i sobre la seva destrucció, generalment coneguda com la Convenció sobre Armes Biològiques o BWC, de l'anglès Biological Weapons Convention (o CABT, Convenció d'armes biològiques i tòxiques, de l'anglès Biological and Toxin Weapons Convention) fou el primer tractat de desarmament multilateral que prohibia la producció d'una categoria completa d'armes. Fou el resultat de prolongats esforços de la comunitat internacional per establir un nou instrument que complementés al Protocol de Ginebra de 1925.
La BWC va ser acordada per la seva signatura el 10 d'abril de 1972 i va entrar en vigència el 26 de març de 1975 quan vint governs dipositaren la seva documentació de ratificació. El juliol del 2008, uns altres 13 estats addicionals signaren la BWC. Actualment comprèn 188 estats i prohibeix el desenvolupament, producció, i emmagatzematge d'armes biològiques i de toxines. No obstant això, en no existir cap procés de verificació formal per a observar el compliment ha limitat l'efectivitat de la Convenció.